# 도카와역 (고치현)
도카와역(일본어: 十川駅)은 일본 고치현 다카오카군 시만토정에 위치한 시코쿠 여객철도 요도 선의 철도역이다. 역 번호는 G32이며, 섬식 승강장 1면 2선의 구조를 갖춘 지상역이다.

## 타는 곳
| 입구 측 | ■ 요도 선 | 하행 | 에카와사키 · 우와지마 방면 |
| 반대 측 | ■ 요도 선 | 상행 | 구보카와 방면              |

## 역 주변
- 도카와 온센
- 시만토강
- 국도 제381호선

## 역사
- 1974년 3월 1일 : 일본국유철도의 역으로서 개업.
- 1987년 4월 1일 : 일본국유철도 분할 민영화에 의해, 시코쿠 여객철도가 승계.

## 인접 역
| 시코쿠 여객철도 요도 선   | 시코쿠 여객철도 요도 선 | 시코쿠 여객철도 요도 선     |
| ------------------------- | ----------------------- | --------------------------- |
| G 31 도사쇼와 와카이 방면 | 요도 선                 | 하게 G 33 기타우와지마 방면 |